# Edward Seymour (4e baronnet)
Pour les articles homonymes, voir Edward Seymour.
Edward Seymour, 4e baronnet, né en 1633 et mort le 18 février 1708 à Maiden Bradley, est un homme d'État anglais. Il est l'une des personnalités politiques prééminentes de la seconde moitié du XVIIe siècle, et du Parti tory émergeant, sa carrière parlementaire s'étendant sur près de cinquante ans. Orateur talentueux, clair et éloquent, il préside la Chambre des communes de 1673 à 1679, et s'y distingue par sa « connaissance encyclopédique » des députés, de leurs opinions, et des procédures de la Chambre. Mais il est également une figure controversée, d'une grande arrogance. Ambitieux, et attaché à la défense des libertés, il est trop clivant et trop autonome pour être reconnu comme dirigeant de son parti.

## Biographie

### Sous le règne de Charles II
Il est le fils d'Edward Seymour, 3e baronnet, député royaliste sous Charles Ier et colonel dans l'armée royaliste (les Cavaliers) durant la guerre civile des années 1640. Il est élu député du village de Hindon, dans le Wiltshire, au premier parlement de la Restauration en 1661, sous Charles II. Ce « parlement cavalier », dominé par les royalistes, siégera jusqu'en janvier 1679. Edward Seymour y est actif, mais y devient hostile au gouvernement, et est perçu comme un « chef de l'Opposition », ou comme « l'un des principaux agitateurs à la Chambre ». Il plaide pour l'interdiction ou la restriction de l'importation de produits agricoles irlandais et français qui font concurrence aux produits de l'ouest de l'Angleterre. En 1667, il « prend la direction des attaques » menées par la Chambre des communes contre le gouvernement mené par Edward Hyde, 1er comte de Clarendon. Seymour et d'autres lui reprochent les défaites anglaises durant la deuxième guerre anglo-néerlandaise, mais surtout d'avoir fait emprisonner plusieurs personnes sur l'île de Jersey en violation du droit à l'habeas corpus. Sur décision du Parlement, le comte de Clarendon est exilé en France. Edward Seymour prend par ailleurs la parole à plusieurs reprises pour défendre la liberté de conscience religieuse, et s'oppose à la persécution des non-conformistes.
À partir de 1670 toutefois, il se range au camp du gouvernement, et c'est lui qui mène le débat en faveur de l'adoption du budget en janvier 1671. Ses adversaires l'accusent d'avoir été soudoyé par la Cour. Début 1673, il fait partie de la minorité de députés qui soutiennent la Déclaration royale d'indulgence (en) par laquelle Charles II tente d'introduire la liberté de culte aux protestants non-conformistes et aux catholiques. En février, sur proposition du gouvernement et avec l'accord des députés, il devient président de la Chambre des communes. C'est la première fois depuis longtemps que ce poste ne revient pas à un juriste. En avril il est fait membre du Conseil privé du roi, puis trésorier de la Marine royale. Ses adversaires arguent en vain que ces fonctions ne sont pas compatibles avec l'exercice de la présidence de la Chambre. À plusieurs reprises, à la demande du roi ou du gouvernement, il suspend d'autorité les débats aux communes. En avril 1678, à la demande du gouvernement, il feint d'être malade et dans l'incapacité de présider, pour tenter de reporter un débat de la Chambre en matière de politique étrangère ; Robert Sawyer lui succède brièvement à la présidence à cette occasion.
Les députés s'inquiètent de voir un catholique, le prince Jacques, succéder un jour au roi Charles II, et souhaitent adopter une proposition de loi pour l'exclure de la succession au trône. Edward Seymour s'oppose à cette proposition, et appelle ses pairs à la modération en leur proposant en vain un compromis : Qu'ils acceptent Jacques pour roi mais adoptent une loi restreignant les pouvoirs de tout monarque catholique, en lui confisquant ses prérogatives en matière de politique religieuse (afin de sauvegarder la foi anglicane) mais aussi en matière de dépenses publiques et d'autorité sur la milice. Il propose également que sous le règne d'un roi catholique, le Parlement puisse siéger un temps de sa propre initiative, pour sauvegarder également les prérogatives de la Chambre. Ces propositions ne trouvent pas d'écho favorable, et agacent Thomas Osborne, comte de Danby et chef du gouvernement. Le roi finit par dissoudre le parlement pour empêcher l'adoption de la proposition de loi d'exclusion à l'encontre de Jacques.
Les élections législatives de mars 1679 produisent une majorité parlementaire hostile au gouvernement et favorable à l'exclusion de Jacques. Malgré l'opposition du comte de Danby, la Chambre réélit Edward Seymour (désormais député du comté du Devon) à sa présidence, « à la quasi-unanimité ». À la demande de son gouvernement, Charles II y met son véto. Le gouvernement demande alors aux députés d'élire Thomas Meres pour président, mais essuie un refus. « Avec tact », Edward Seymour s'absente du Parlement au moment où son nom circule à nouveau, et permet ainsi l'élection d'un candidat de compromis, William Gregory. Edward Seymour siège désormais comme simple député, mais conserve ses fonctions de membre du Conseil privé et de trésorier de la Marine. Il prend part à la commission parlementaire qui produit la loi d'Habeas Corpus, et vote contre la proposition de loi d'Exclusion du prince Jacques. Une nouvelle fois, le roi Charles dissout le parlement pour empêcher l'adoption de cette proposition.
Aux élections d'octobre, remportées à nouveau par l'Opposition, il est élu député de Totnes, dans le Devon. Charles n'autorise ce parlement à siéger qu'à partir d'octobre 1680, un an après les élections. Edward Seymour y est membre de la minorité favorable au gouvernement, et devient « l'un des principaux conseillers du roi sur les questions parlementaires ». Le prince Jacques, duc d'York, le décrit comme « un ami vrai et hardi ». Seymour prend une nouvelle fois la parole à la Chambre pour s'opposer à la proposition de loi d'Exclusion ; il argue que Jacques n'a nulle intention de s'attaquer à l'Église anglicane. Des députés de la majorité d'Opposition répondent en faisant adopter une motion qui le déchoit de la Chambre, l'empêchant de participer aux dernières sessions avant la dissolution du parlement en janvier 1681. Il n'est pas réélu au parlement de 1681, et cède son poste de trésorier de la Marine à Anthony Carey, 5e vicomte Falkland, mais demeure un temps membre de premier plan du Conseil privé. Son arrogance devient toutefois un problème (il n'hésite pas à interpeller et interrompre le roi), et après une dispute avec George Savile, 1er marquis d'Halifax et autre grande figure du gouvernement, il est contraint de se mettre en retrait.

### Sous le règne de Jacques II
Il est élu député d'Exeter aux élections de 1685, remportées par le Parti tory dont il est membre. C'est le premier et unique parlement du règne du nouveau roi Jacques II, de confession catholique. Bien que tory, Edward Seymour « forme quasiment une Opposition d'un seul homme » dans ce « Parlement loyal » acquis à la cause du roi. Il est le seul député à s'opposer à l'octroi de revenus à vie au monarque, octroi qui prive le Parlement de contrôle sur l'utilisation des revenus de la Cour. Il s'oppose ouvertement à l'autoritarisme de Jacques II, avertissant les députés du risque d'un « gouvernement anticonstitutionnel ». Malgré ses arguments antérieurs, il estime par ailleurs désormais qu'il existe un risque d'imposition du catholicisme sur le royaume. S'il est hué par bon nombre des autres députés lors des premières sessions, certains se rangent par la suite à son avis, et le soutiennent lorsqu'il prend la parole pour dénoncer la décision de Jacques de maintenir en Angleterre une armée permanente, avec des officiers catholiques.

Il ne prend pas part à la « Glorieuse Révolution » qui chasse le roi Jacques du trône. Le 7 décembre 1688, il hérite du titre de baronnet de son père, quatre jours avant que le roi ne fuie le pays. Il est réélu député d'Exeter au « parlement de convention » de 1689, dominé par le Parti whig. S'il veut bien reconnaître Guillaume d'Orange comme régent, il s'oppose à ce que celui-ci soit proclamé roi. À l'instar de la Chambre des lords, mais à l'opposé de la majorité des communes, il estime que le trône n'est pas vacant, Jacques n'ayant pas abdiqué. Pour autant, il prend part à la rédaction de la Déclaration des droits de 1689, qui sauvegarde les libertés individuelles et les prérogatives du Parlement en restreignant les pouvoirs du monarque.

### Sous les règnes de Marie II et Guillaume III, puis d'Anne
Il demeure député d'Exeter au parlement de 1690 sous les nouveaux monarques conjoints Marie II et Guillaume III, et n'est pas fait membre de leur gouvernement. Il apparaît comme un député d'opposition. Lors du premier débat à la Chambre le 22 mars, il affirme qu'il est d'usage que les députés puissent débattre des griefs du pays avant de voter un budget au gouvernement. Quelques jours plus tard, il appelle la Chambre à ne pas accorder de budget trop généreux aux nouveaux monarques, rappelant que l'octroi de revenus à vie à Jacques II avait permis à ce dernier de s'affranchir du contrôle du Parlement ; il estime ainsi que les députés ne doivent pas « rendre les ministres indépendants » de la Chambre. Par la suite, il demande à savoir comment le gouvernement a dépensé les sommes précédentes avant l'octroi d'un nouveau budget. Au nom de la défense de la liberté individuelle et de l'habeas corpus, il s'oppose à la proposition de loi d'abjuration qui contraindrait toute personne exerçant une fonction publique de déclarer que Jacques II n'est plus le monarque légitime du pays, sous peine d'être inculpée pour haute trahison.
Il modère par la suite ses critiques du gouvernement, qu'il est perçu comme espérant intégrer. Le 1er mars 1692, il est effectivement nommé membre du Conseil privé de Marie et Guillaume. Tory, il se trouve ainsi intégré à un gouvernement whig, par des monarques réticents qui souhaitent surtout inhiber son « pouvoir de nuisance » au Parlement. Il défend dès lors en effet les positions du gouvernement à la Chambre des communes. En 1693 et 1694, il est moins actif à cet effet, et le roi l'écarte du gouvernement. Il rejoint alors à nouveau les rangs de l'Opposition, et qualifie le roi d'« étranger » passant trop de temps en Flandres. Il perd son siège d'Exeter aux élections de 1695, remportées à nouveau par les whigs, mais est élu député de Totnes. Il est formellement limogé du Conseil privé en mars 1696, bien qu'il n'en soit déjà plus membre dans les faits, et fait face au Parlement à des accusations de jacobitisme. Son influence est alors très diminuée. Il retrouve son siège d'Exeter aux élections de 1698, mais brigue sans succès la présidence de la Chambre, et s'avère être « d'une efficacité limitée dans l'opposition », d'autant qu'il est souvent en désaccord avec la majorité de son parti et qu'il cherche à agir de manière indépendante.
Les élections de janvier 1701 produisent une majorité tory à la Chambre. Edward Seymour, qui demeure député d'Exeter, espère alors retrouver une place au gouvernement, et modère à nouveau ses attaques à l'encontre du roi. Il soutient l'Acte d'établissement qui garantit la succession de la Couronne à la maison de Hanovre, protestante. Le roi, toutefois, ne souhaite pas confier le gouvernement aux tories, et dissout le parlement ; les élections qui suivent, en décembre, restaurent une majorité whig. Elle s'avère de courte durée. La Chambre est dissoute à la mort de Guillaume en mars 1702, et les élections de 1702 produisent une nouvelle majorité tory. La nouvelle reine Anne nomme Edward Seymour membre de son Conseil privé en avril. À ce titre, c'est lui qui annonce à la Chambre la décision du gouvernement de déclencher la deuxième guerre intercoloniale contre la France et l'Espagne. Malade et affaibli à partir de 1704, il est néanmoins réélu député en 1705, et participe aux débats parlementaires jusqu'en décembre de cette année. Il s'y prononce contre l'idée d'union de l'Angleterre et de l'Écosse en un seul royaume, l'Écosse étant à ses yeux trop pauvre. Il meurt le 18 février 1708, deux jours après avoir brûlé son testament.
Sept de ses neuf enfants lui survivent. Son fils aîné, Edward Seymour (5e baronnet), hérite de son titre de baronnet. Son deuxième fils, William Seymour (officier) (en), est officier dans l'armée anglaise durant la guerre de Succession d'Espagne. Son troisième fils, Popham Seymour-Conway, l'aîné des enfants issus de son second mariage, est député au Parlement d'Irlande, et est tué lors d'un duel en 1699. Son quatrième fils, Francis Seymour-Conway (1er baron Conway), est député tory au Parlement d'Angleterre de 1701 à 1703 puis est anobli et fait baron Conway ; il deviendra par la suite membre du Conseil privé d'Irlande.